# Melanie Rawn
Œuvres principales
- Trilogie Prince Dragon

Melanie Rawn, née le 12 juin 1954 à Santa Monica en Californie, est une auteure américaine de fantasy. Elle a obtenu un baccalauréat en histoire au Scripps College et a travaillé comme enseignante et rédactrice en chef avant de devenir écrivain.
Elle a été en nommée pour un prix Locus à trois reprises : en 1989, pour Prince Dragon dans la catégorie premier roman ; en 1994, pour Skybowl dans la catégorie roman de fantasy, et de nouveau en 1995, dans la même catégorie pour Ruins of Ambrai.

## Œuvres

### TrilogiePrince Dragon
1. Prince Dragon, La reine noire, coll. Mister Fantasy, 2000 ((en) Dragon prince, 1988)Réédité en 2010 par Bragelonne
2. Le Secret des étoiles, La reine noire, coll. Mister Fantasy, 2000 ((en) The Star Scroll, 1989)Réédité en 2010 par Bragelonne
3. Les Tisseurs de lumière, Bragelonne, 2010 ((en) Sunrinner's Fire, 1990)

### TrilogieDragon Star
1. (en) Stronghold, 1991
2. (en) The Dragon Token, 1993
3. (en) Skybowl, 1994

### UniversThe Golden Key
- (en) The Golden Key, 1996Écrit avec Kate Elliott et Jennifer Roberson.
- (en) The Diviner, 2011Préquelle de The Golden Key

### UniversCode Quantum
1. Le Jugement du fléau, J'ai lu, coll. « Science-fiction » no 4330, 1996 ((en) Quantum Leap: Knights of the Morning Star, 1994)

### TrilogieExiles
1. (en) The Ruins of Ambrai, 1994
2. (en) The Mageborn Traitor, 1997
3. (en) The Captal's TowerN'a jamais été publié

### SérieSpellbinder
1. (en) Sopellbinder, 2006
2. (en) Fire Raiser, 2009

### SérieGlass Thorns
1. (en) Touchstone, 2012
2. (en) Elsewhens, 2013
3. (en) Thornlost, 2014
4. (en) Window Wall, 2015
5. (en) Playing to the Gods, 2017